# Râul Vadului
Râul Vadului sau Râul Paltin sau Râul Vadu este un curs de apă, afluent al râului Olt. Cursul superior al râului este uneori numit și Râul Căprărețul

## Hărți
- Harta județului Sibiu
- Harta munții Lotrului  Arhivat în 6 mai 2008, la Wayback Machine.